# Aloe glauca
Aloe glauca é uma espécie de liliopsida do gênero Aloe, pertencente à família Asphodelaceae.